# The Last Kiss (album)
The Last Kiss è il terzo album in studio del rapper statunitense Jadakiss, pubblicato nel 2009.

## Tracce
1. Pain & Torture – 3:09
2. Can't Stop Me (feat. Ayanna Irish) – 3:52
3. Who's Real (feat. Swizz Beatz & OJ da Juiceman) – 3:11
4. Grind Hard (feat. Mary J. Blige) – 5:06
5. Something Else (feat. Young Jeezy) – 3:35
6. One More Step (feat. Styles P) – 4:26
7. Stress Ya (feat. Pharrell Williams) – 3:39
8. What If (feat. Nas) – 3:55
9. Things I've Been Through – 3:40
10. I Tried (feat. Avery Storm) – 3:39
11. Rockin' with the Best (feat. Pharrell Williams & Bobby V) – 3:20
12. Smoking Gun (feat. Jazmine Sullivan) – 3:42
13. Cartel Gathering (feat. Ghostface Killah & Raekwon) – 2:53
14. Come & Get Me (feat. Sheek Louch & S.I.) – 3:07
15. By My Side (feat. Ne-Yo) – 3:29
16. Letter to B.I.G. (feat. Faith Evans) – 3:59
17. Something Else (Remix) (feat. Young Jeezy, Snype Life, Bully, A.P., Boo Rossini & Blood Raw) – 5:23
18. Death Wish (feat. Lil Wayne) – 3:24